# Victor Suppantschitsch

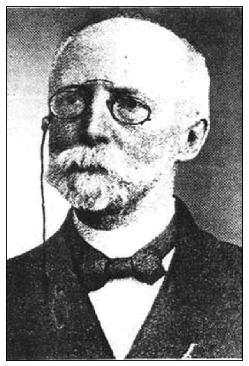
Victor Suppantschitsch

Victor Suppantschitsch (* 31. Oktober 1838 in Laibach; † 2. März 1919 in Graz) war ein österreichischer Jurist und Philatelist.

## Leben
Victor Suppantschitsch, Sohn eines Kaufmanns, begann 1862 seine Laufbahn im Justizdienst und brachte es bis zum Senatspräsidenten, bevor er 1896 in Pension ging. 

## Wirken als Philatelist
Bereits während seiner Schulzeit sammelte er Pflanzen und Schmetterlinge, in späteren Jahren ab 1863 Briefmarken. Damit verband sich eine intensive Beschäftigung mit philatelistischer Literatur, der Suppantschitsch auch nach Aufgabe des Briefmarkensammelns im Jahre 1882 anhaltendes Interesse entgegenbrachte. In Philatelistenkreisen wurde er vor allem auf Grund seiner damals sehr umfangreichen philatelistische Privatbibliothek bekannt, mit deren Hilfe er eine von Briefmarkensammlern hochgeschätzte Bibliografie verfasste. Seine Sammlung bestand aus 1.800 Büchern und 27.200 Zeitschriften in 3037 Jahrgängen. 1922 verkauften seine Erben seine philatelistische Bibliothek an Theodore E. Steinway, der sie dem Collectors Club von New York schenkte.
Seine Bedeutung erhellt aus der Tatsache, dass er zusammen mit Alfred Moschkau 2021 postum in die noch zwei freien Plätze der Abteilung „Fathers of Philately“ (‚Väter der Philatelie‘) der Roll of Distinguished Philatelists eingetragen wurde. Als die Liste 1921 begonnen wurde, hatte man aus Verbitterung über den Ersten Weltkrieg keine deutschen oder österreichischen Philatelisten vorgesehen.

## Schriften (Auswahl)
- 1880: Leitfaden der Philatelie : Ein unentbehrlicher Rathgeber für angehende Philatelisten sowie für fortgeschrittene Sammler. Leipzig, Ed. Wartig's Verlag Digitalisat der ÖNB
- 1892: Bibliographie, zugleich Nachschlagebuch der gesamten deutschen philatelistischen Literatur seit ihrem Entstehen bis Ende 1891, Verlag A. Larisch
  - 1. Lieferung 1892 - 8. Lieferung 1893 New York Public Library = dass. bei Google Books als ganzer Band
  - 9. Lieferung 1893 - 16. Lieferung 1894 New York Public Library = dass. bei Google Books als ganzer Band
- 1895: Grundzüge der Briefmarkenkunde und des Briefmarkensammelns (Webers illustrirte Katechismen Nr. 152). Leipzig, Weber 1895; 2. Aufl. 1908
- 1901: Die Entstehung und Entwicklung der philatelistischen Literatur in der zweiten Hälfte des XIX. Jahrhunderts, Selbstverlag Wien (Digitalisat)

## Auszeichnungen und Ehrungen
- 1904: Österreichisch-kaiserlicher Leopold-Orden[4]
- 1913: Lindenberg-Medaille[4]
- 1918: Hans-Wagner-Medaille[4]
- 2012: Sonderstempel bei der internationalen philatelistischen Literaturausstellung (IPHLA) in Mainz[1][5]
- 2021: Postume Eintragung seines Namens als „Father of Philately“ in die Roll of Distinguished Philatelists[4]